# Springfield Model 1873
Das offiziell als Springfield Rifle, Calibre .45 bezeichnete Gewehr ist ein auf der Basis des Allin Conversion Model 1870 Rifle Hinterladers entwickelter Einzellader, der bis in die späten 1890er-Jahre in verschiedenen Varianten als Ordonnanzwaffe der US-amerikanischen Armee eingesetzt wurde. Wegen seines Verschlusses, der sich wie eine Falltüre öffnen lässt, erhielt es schon früh den Namen Springfield Trapdoor.

## Geschichte

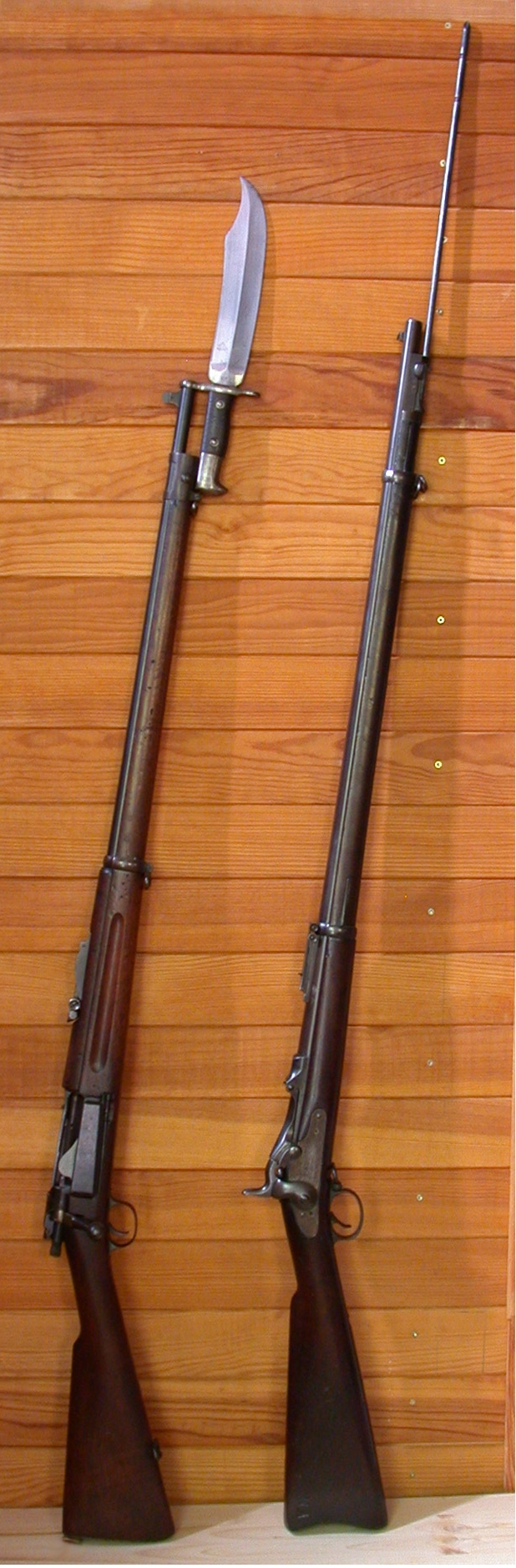
Springfield Trapdoor Rifle Model 1888 mit Spitzbajonett, daneben Krag Rifle Model 1898 mit Bowie-Bajonett

Die National Armory, Springfield, Massachusetts war die wichtigste staatliche Waffenfabrik der USA. Sie wurde auf dem Gelände des Springfield Arsenals gebaut, in dem seit 1777 Munition und anderes Militärmaterial hergestellt wurden. Ihr Standort wurde aus strategischen Gründen von George Washington weit von der Mündung des Connecticut River oberhalb von Springfield ausgewählt. Von 1795 bis 1968 wurden dort die meisten von der US-Armee geführten Gewehre, vom Steinschlossgewehr bis zum Halbautomaten, hergestellt.
Für den Umbau des Springfield Model 1861 und Model 1863, beides bewährte Vorderlader mit gezogenem Lauf aus dem Amerikanischen Bürgerkrieg, entwickelte Erskine S. Allin, Büchsenmachermeister in der Springfield Armory, einen Umbausatz für das Allin Conversion Model 1865 Rifle und später das Springfield Model 1866.
Zwischen 1865 und 1870 wurden über 95.000 dieser Waffen unter verschiedenen Modellbezeichnungen in den Kalibern .58 Randfeuer und .50-70 Government, eine Zentralfeuerpatrone abgeändert oder hergestellt. Sie waren die Vorläufer des Springfield Model 1873 Trapdoor Rifle und seiner Nachfolger im Kaliber .45-70 Government.
In den frühen 1870er-Jahren war General Alfred Terry, ein ehemaliger Offizier im Sezessionskrieg, Präsident des Terry Boards, einer Kommission, die die Adoption eines Einzelladers im Kaliber .45-70 Government mit dem von Erskine S. Allin entwickelten Verschluss empfohlen hatte. Am 6. Juni 1872 verabschiedete der Kongress der Vereinigten Staaten einen Kredit von 150.000 US-Dollar für die Fabrikation dieses Gewehres in der National Armory, das Model 1873, das mit seinen nachfolgenden Varianten der letzte Einzellader der U.S. Armee war.
Das Springfield Trapdoor war als Infanteriegewehr, Karabiner, Kadettengewehr und Flinte das Standardgewehr der US-Truppen; insgesamt wurden zwischen 1873 und 1893 etwas über 568.000 dieser Waffen hergestellt. Ab 1892 wurde das Springfield durch ein fünfschüssiges Repetiergewehr mit Zylinderverschluss, das Krag Model 1892 im Kaliber .30-40, abgelöst.
Das Springfield Trapdoor war ein für die damaligen Erfordernisse ausgelegter Einzellader. Die Armeeführung lehnte die Einführung von Repetierern ab, da eine Munitionsverschwendung befürchtet wurde. In puncto Schussweite war die Waffe den Repetierern von Winchester und Spencer überlegen. Im Gefecht gegen die Indianer waren die US-amerikanischen Soldaten jedoch im Nachteil, was sich in der Schlacht am Little Bighorn für General Custer und seine Truppen katastrophal auswirkte. Problematisch war auch die ungeeignete Munition mit einer Kupferhülse, die sich bei erhitzter Waffe schlecht ausziehen ließ und zu Hülsenreissern führte. Das Problem konnte mit der Einführung von Messinghülsen gelöst werden.
Während des Spanisch-Amerikanischen Krieges (1898–1899) wurden noch sekundäre Truppen mit Springfield Trapdoors ausgerüstet, später wurden die noch intakten Waffen sowie die zahlreich vorhandenen Komponenten auf dem privaten Markt an Händler verkauft.

## Varianten
Das Springfield-Trapdoor-Gewehr wurde in der US-Armee in diversen Varianten und Lauflängen geführt.
- Das Infanteriegewehr mit 32 5/8-inch-Lauf (830 mm), Bayonnetthalterung, Vollschäftung und Tragriemen. Putzstock unter dem Lauf.
- Das leichtere Kadettengewehr mit 29½-inch-Lauf (735 mm).
- Der Karabiner mit freistehendem 22-inch-Lauf (558 mm) und kurzem Vorderschaft. Links an der Waffe gegenüber dem Schloss ist ein länglicher Bügel mit einem Ring angebracht. Ab 1877 (ab ca. Seriennummer 75.000) hatte der Karabiner einen dreiteiligen Putzstock im Kolben unter einer Klappe.
- Das Springfield Model 1875 Officer’s Model war eine speziell für den Verkauf an Offiziere hergestellte Waffe hoher Qualität. Die meisten dieser Waffen haben eine individuell angebrachte Gravur. Die Schäftung entspricht der des Karabiners, hat jedoch meist einen angesetzten Pistolengriff. Kolbenhals und Vorderschaft sind mit Fischhaut verschnitten. Auf dem Kolbenhals ist zusätzlich zum verstellbaren Visier ein abklappbarer Diopter befestigt. Unter dem vorne freiliegenden Lauf liegt der in den Vorderschaft eingeschobene Putzstock, zu seiner Führung ist zusätzlich eine Hülse am Lauf angebracht. Insgesamt wurden nur 477 Officer’s Rifles Model 1875 in drei Varianten hergestellt. Einige Waffen gleicher Qualität wurden vor 1870 in der Vorgänger-Serie von 20 Stück im Kaliber .50-70 hergestellt.
- Das Scharfschützengewehr Modell 1881 „Marksman Rifle“ mit freistehendem 28-inch-Lauf (711 mm), Pistolengriff und kurzem Vorderschaft.
- Die Flinte Modell 1881 mit freistehendem 26-inch-Schrotlauf (660 mm) im Kaliber 20.
- Das Infanteriegewehr Modell 1888 mit einem kombinierten Spitzbajonnet/Putzstock.

## Technik
Das Springfield-Trapdoor-Gewehr ist ein Einzellader mit einem nach oben zu öffnenden Block- oder Klappenverschluss mit vorneliegendem Scharnier. Wie alle seine Vorgänger hat das Gewehr ein vorneliegendes Seitenschloss und einen außenliegenden Hahn. Bei allen Karabinern bis Seriennummer 20.000 und Gewehren bis Seriennummer 78.000 hatte der Hahn zwei Stellungen – die Ladestellung und die voll gespannte Stellung zum Abfeuern. Bei später gefertigten Waffen wurde zusätzlich eine Sicherungsraste angebracht. Der im Verschlussblock gelagerte Zündstift wird durch eine Feder nach hinten gedrückt.
Verschlussblock, Auswerfer und Lauf sind mit einer über dem Laufende angebrachten Achse verlinkt. Ein hinten im Verschlussblock angebrachter Nocken verhindert das Öffnen beim Schuss. Der Nocken wird durch den auf einer gemeinsamen Achse liegenden Ladehebel betätigt. Ist der Verschluss nicht verriegelt, so verhindert der hochliegende Ladehebel das Vorschnellen des Hahns.

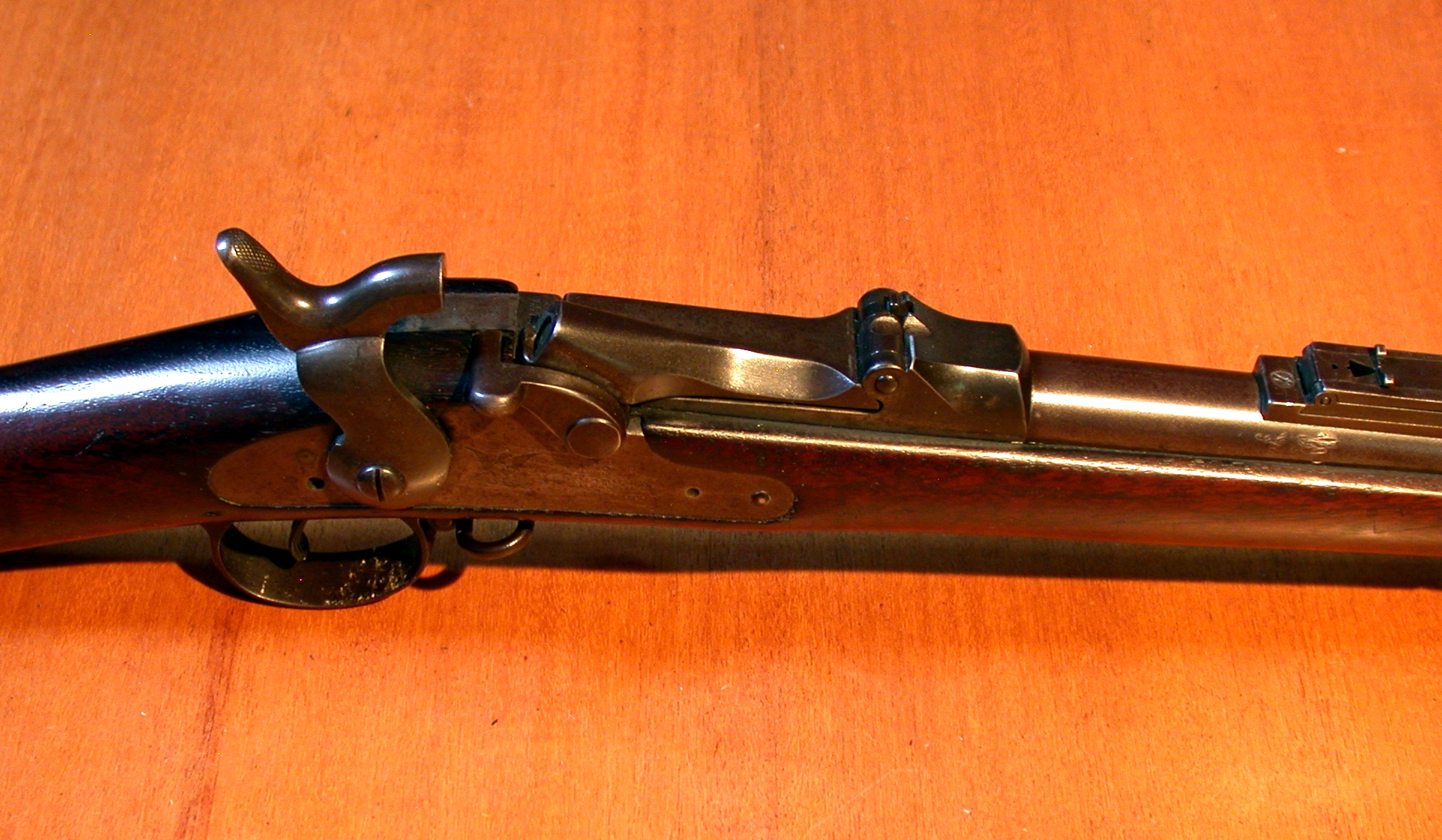
Model 1888, Verschluss

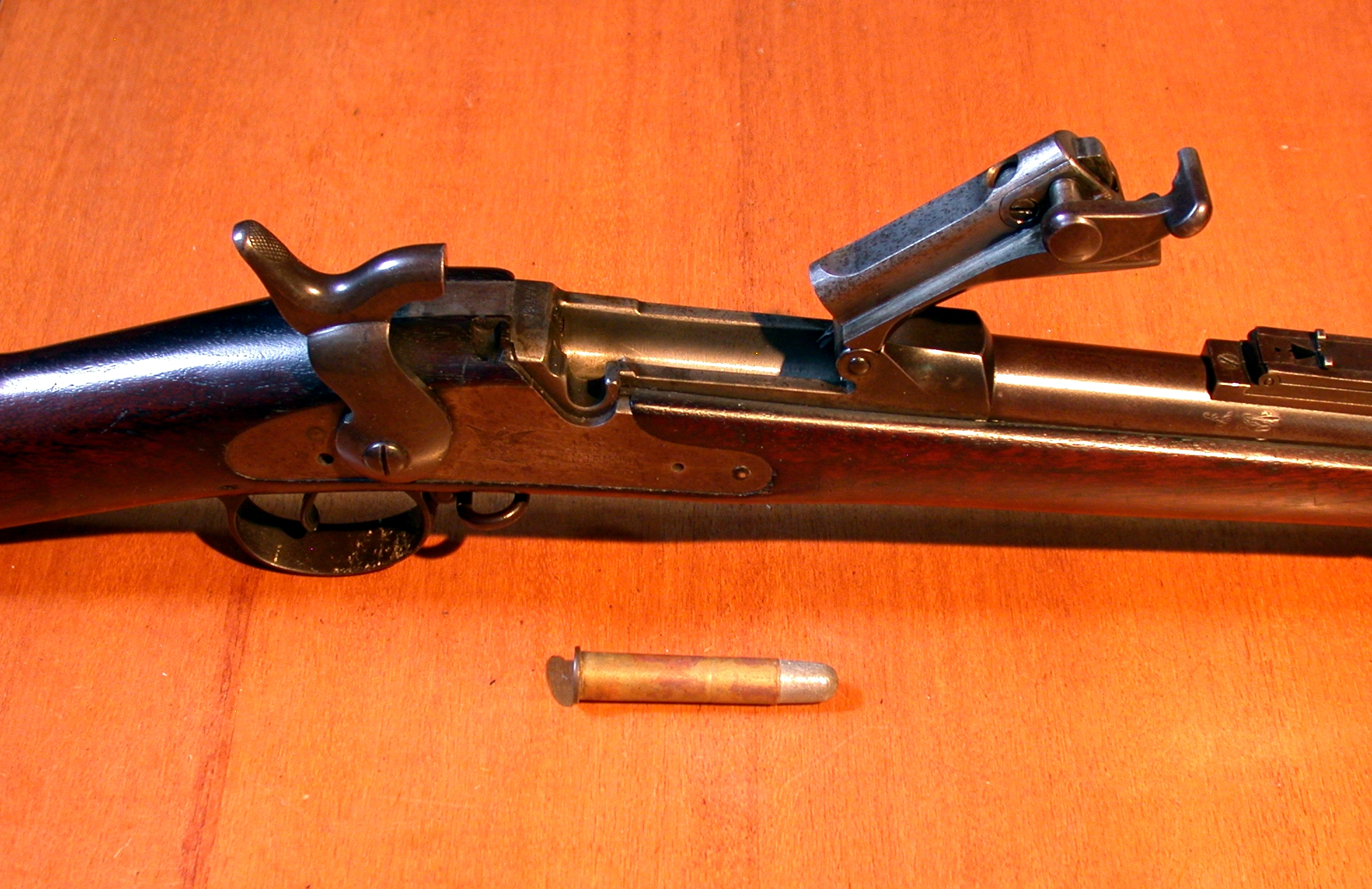
Model 1888, Verschluss offen, Patrone .45-70

Der Hahn hat drei Rasten. Auf der Sicherungsraste steht der Hahn knapp über dem Zündstift und blockiert den Ladehebel. Zum Laden der Waffe muss der Hahn auf die Laderaste gespannt werden. Darauf kann die Verriegelung durch Hochdrücken des Ladehebels gelöst werden. Beim Hochheben des Verschlusses wird die im Patronenlager liegende abgeschossene Hülse ausgezogen, sie muss aus der Lademulde entfernt werden, darauf wird eine Patrone ins Patronenlager geschoben. Daraufhin wird der Verschluss geschlossen und verriegelt, der Hahn voll gespannt und die Waffe ist schussbereit. Zum Sichern der Waffe muss der Hahn auf die Sicherungsraste abgesenkt werden.
Alle an die US-Armee ausgelieferten Springfield-Gewehre und Karabiner hatten Läufe mit drei Zügen. Aus Gewichtsgründen war der Lauf nach vorne verjüngt. Bei allen Modellen beträgt der Durchmesser des Laufes direkt vor dem Verschluss 26,5 mm, an der Mündung 18,5 mm.

## Munition
Die von der Armee als .45-70 Government bezeichnete Munition wurde kommerziell als .45-70-405-Patrone bezeichnet.
- .45 ist das Nominalkaliber der Kugel, effektiv 0.458 inches, entsprechend 11,4 mm.
- 70 ist das Gewicht der Schwarzpulverladung in Grains, entsprechend 4,5 g.
- 405 ist das Gewicht des Bleigeschosses in Grains, entsprechend 26,2 g.
- Die US-Armee verwendete aus ballistischen Gründen später Munition mit einem schwereren Geschoss von 500 Grains (32,3 g).

Die Mündungsgeschwindigkeit der .45-70-405 beträgt 425 m/s, die Mündungsenergie 2370 J. Die wirksame Schussweite auf Einzelziele liegt bei 300 m, auf Gruppenziele 900 m.
Die in den Karabinern verwendete Patrone hatte eine auf 55 grains reduzierte Ladung und wurde als .45-55 bezeichnet.
Die .45-70 wurde in verschiedenen Laborierungen im zivilen Markt angeboten und für die Jagd verwendet.